# Pearl de Vere
Pearl de Vere   (Chicago, 1862 - 5 de juny de 1897), coneguda com la «coloma bruta de Cripple Creek» (soiled dove of Cripple Creek), va ser una prostituta i madam d'un bordell del Vell Oest; lloc i època on les prostitutes eren eufemísticament denominades «colomes brutes» (soiled doves).

## Els primers anys
De Vere (nascuda Eliza Martin) va néixer a l'octubre de 1859 a Evansville (Indiana). El seu pare era John Marshall Marshall, un veterà de la Guerra de Secessió. Ell i la seva esposa Nancy van tenir cinc fills, tres nois i dues noies. A mitjan de la dècada del 1870, de Vere va marxar cap a Denver (Colorado), on va treballar com a elegant cortesana d'amants adinerats adoptant el nom de «Senyora Martin». Va dir a la seva germana que treballava com a venedora de barrets, una ocupació respectable per a una dona soltera.
El 1887 es va mudar al comtat d'El Paso (Colorado), on es va casar amb Albert Young, però la parella vivia separada. De Vere va donar a llum una filla i es creu que va ser donada en adopció. Durant aquest període, la bella prostituta es va tenyir els cabells de pèl-roig, portava joies i robes fines i utilitzava els noms «Isabelle Martin» i «Senyora E. A. Martin».

## La seva vida en Cripple Creek
Cripple Creek va sorgir de l'última febre de l'or ocorreguda a Colorado. Gairebé de la nit al dia, una ciutat va créixer d'una petita comunitat. La demanda de prostitutes a una terra on el nombre d'homes era molt superior al de dones era gran. La «Senyora Martin» va canviar el seu nom a «Pearl de Vere», i va començar a treballar com a prostituta allà el 1893. En uns mesos, va obrir el seu propi bordell, amb diverses noies al seu servei.
De Vere havia comprat una petita casa de fusta a Myers Avenue, on va instal·lar el seu negoci. En aquell moment, va ser descrita com una dona de 31 anys d'edat, molt maca, pèl-roja i de complexió esvelta. També es va dir que era una bona dona de negocis, de forta voluntat i astuta. Les seves pupil·les van ser instruïdes per practicar una bona higiene, vestir-se bé, i sotmetre's a exàmens mèdics mensuals. També escollia només les noies més belles per a la feina. A canvi, eren ben pagades pels seus serveis.
Atenia els homes més pròspers de Cripple Creek, i el seu bordell de luxe aviat es va convertir en el més reeixit de la ciutat. Era ben coneguda per lluir luxosa roba a l'última moda en públic, i per no ser vista dues vegades amb el mateix vestit. Passejava en un carruatge obert tirat per cavalls negres i ella i les seves noies anaven a comprar a les botigues. Ofeses per haver-se de trobar amb elles, les dones honestes es van queixar i les autoritats les van restringir a comprar a certes hores, en què les altres dones romanien a casa, sota pena d'una forta multa si ho feien en un altre moment. El 1895, va conèixer i es va casar amb l'empresari C. B. Flynn, un ric propietari d'un molí miner. Van contraure matrimoni tot just uns mesos abans que un gran foc arrasés el districte comercial de la ciutat, destruint la majoria dels negocis, incloent-hi el molí i el bordell.
Per recuperar-se financerament, Flynn va acceptar un lloc com a fonedor d'acer a Monterrey (Mèxic). Pearl es va quedar a Cripple Creek, reconstruint el seu negoci. Amb els diners prestats per Orinda Straile de Nova York, va fer construir un edifici de maó de dos pisos el 1896, que va decorar de manera opulenta amb luxoses catifes, mobiliari de fustes nobles, les taules de joc recobertes de cuir i llums elèctriques. La casa va ser equipada amb dos banys amb aigua corrent. Això en un temps en què la llum elèctrica i l'aigua corrent eren encara novetats a l'abast de pocs; fins i tot el paper de paret es va portar de París i va ser col·locat per un empaperador europeu. Cadascuna de les seves noies tenia el seu propi dormitori, utilitzat per al servei amb el client, complets amb un tocador, un canviador, i un llit gran. També va subministrar a cadascuna un bagul gran que es podia assegurar amb cadenat, per als seus articles personals.
Quan un client entrava a l'establiment, si no podia decidir-se per una noia en particular, podia entrar la que s'anomenava com a «habitació de visionat». En aquesta habitació, ubicada a través d'una porta petita al segon pis, els clients podien mirar a baix a través d'una gran finestra al saló on totes les noies eren reunides. Un cop el client es decidia per una dona, era portada fins a l'habitació de visionat, on es treia tota la roba de manera que el client podria prendre una decisió final.
Va anomenar al seu negoci reobert «The Old Homestead» (La Granja Vella). Organitzava festes per atraure clients amenitzades amb orquestres portades de Denver, i cobrava 250 dòlars per nit als clients que es quedessin a dormir. Aleshores el salari mitjà d'un miner era de dos dòlars diaris. El 4 de juny de 1897, va celebrar una gran festa patrocinada per un admirador ric que va incloure el millor vi i caviar i dues orquestres. L'admirador li havia portat un vestit parisenc importat de gasa rosa i lluentons que li havia costat 800 dòlars. Segons els informes, tots dos van tenir una discussió, i després el cavaller se'n va anar de tornada a Denver, i Pearl els va dir a les seves noies que s'anava a dormir.

## La seva mort
A la nit després de la festa, Pearl va ser trobada inconscient en un dels llits per una de les seves noies. Es va trucar a un metge, però va ser declarada morta les primeres hores del 5 de juny de 1897. El doctor va declarar que creia que havia mort d'una sobredosi de morfina accidental, però això mai va ser confirmat. Se sabia que sovint prenia morfina per agafar el son.
La funerària va poder avisar la seva germana del que havia passat. Va fer un llarg viatge fins a Cripple Creek des de Chicago, només per descobrir que Pearl no era la respectada propietària d'una tenda de barrets (aquesta era la història que Pearl havia explicat a la seva família), sinó una madam del bordell més notori de la ciutat. La seva germana es va negar a tenir res a veure amb el funeral i amb ella i se'n va anar immediatament cap a casa.
Tot i que el negoci de Pearl era exitós, en el moment de la seva mort, no tenia prou diners per a un enterrament apropiat. Havia gastat tots els seus ingressos en mobles i decoracions luxosos per a ella i el bordell. Alguns dels clients d'Old Homestead van suggerir vendre el car vestit que portava posat en morir i utilitzar el guany per pagar la cerimònia. Sent apreciada per molts dels vilatans i miners (havia estat una cosa així com una filantropa per a la ciutat), aquests van començar pel seu compte a fer arranjaments per a la processó fúnebre i enterrament. Mentrestant, va arribar una carta per correu del cavaller que havia donat a Pearl el vestit. La carta demanava que fos enterrada amb el vestit i incloïa un xec de 1000 dòlars per pagar el seu funeral.
Tot i que l'empleat de la funerària, volent treure el tint per mostrar un decent color natural, va provocar que el seu cabell es decolorés en un desafortunat to rosaci, va ser col·locada en un ric taüt tallat folrat de color lavanda, i va tenir el seguici fúnebre més luxós de la història de Cripple Creek, adornat amb roses fresques vermelles i blanques. Totes les bandes de la ciutat van tocar marxes fúnebres, seguint la policia muntada després del cotxe fúnebre de camí cap al cementiri, mentre pràcticament tots al poble es van acostar a mirar el seu pas, fos per respecte o simple curiositat. Després del seu enterrament, van continuar tocant de tornada a la ciutat. Tot i això, van alleugerir el to i ho van acabar convertint en una celebració amb melodies alegres, com There'll be a Hot Time in the Old Town Tonight (Aquesta nit hi haurà un temps calent al nucli antic).
Almenys un diari va informar que va cometre suïcidi, remor que no es va poder confirmar. Va ser enterrada en una gran cerimònia al cementiri Mt. Pisgah, on la seva tomba va ser assenyalada amb un marcador de fusta. A la dècada del 1930, la seva tomba havia estat gairebé oblidada. Tot i això, a mesura que el turisme entusiasta del mitificat Salvatge Oest va començar a augmentar a Cripple Creek, el seu marcador va ser reemplaçat per un de marbre tallat en forma de cor. La làpida de fusta original penja a la paret del Museu del districte de Cripple Creek.

## Posteritat
«The Old Homestead» va continuar en funcionament fins a 1917, principalment com a bordell, després com a pensió, i més tard com a residència particular. El 1957, els propietaris van descobrir molts elements originals, que desitjaven compartir amb el públic turístic. Al juny de 1958, la residència va ser oberta com a museu.